# Große DKV-Kunstführer
Große DKV-Kunstführer ist der Titel einer im Deutschen Kunstverlag seit 2002 erscheinenden Schriftenreihe.
Bereits 1944 hatte der Verlag mit den Führern zu großen Baudenkmälern (ab 1945: Große Baudenkmäler, seit 1999: DKV-Kunstführer) eine eigene Kunstführer-Reihe herausgegeben. In den nur wenige Seiten umfassenden Heften konnten die vorgestellten Bauwerke jedoch nur recht knapp abgehandelt werden. Um bedeutendere Kunststätten wie den Magdeburger Dom ausführlicher behandeln zu können, etablierte der Verlag ab 2002, wohl nach dem Vorbild der Großen Kunstführer des Verlages Schnell und Steiner, eine neue Kunstführer-Reihe. Die broschierten Hefte erscheinen im Format 16,5 × 24 cm und sind durchgehend farbig illustriert.

## Erschienene Ausgaben (nach Orten sortiert)
- Das Münster zu Bad Doberan von Johannes Voss. München/Berlin 2008

- Der Berliner Dom von Lars Eisenlöffel. Berlin München 2013 ISBN 978-3-422-02360-4

- Die Parochialkirche in Berlin. Kirche, Gruft, Kirchhof, Gemeinde herausgegeben von der evangelischen Kirchengemeinde St. Petri - St. Marien. Berlin/München 2009

- Evangelische Kirchen im Dekanat Biedenkopf von Frank W. Rudolph. Berlin/München 2012

- Schloss Clemensruhe in Bonn-Poppelsdorf von Georg Satzinger. Mit Beiträgen von Eric Hartmann. Berlin/München 2011 - ISBN 978-3-422-02345-1

- Historische Theater in Deutschland, Österreich und der Schweiz von Carsten Jung. Berlin/München 2010 - ISBN 978-3-422-02185-3

- Das Dresdner Residenzschloss von Angelica Dülberg, Norbert Oelsner und Rosemarie Pohlack. Berlin/München 2009. 2., überarbeitete Auflage 2013

- Kloster Drübeck von Gerhard Begrich und Christoph Carstens. Berlin/München 2011 ISBN 978-3-422-02230-0

- Burg Eltz von Ute Ritzenhofen. München/Berlin 2002. 2., überarbeitete Auflage, München/Berlin 2007, 3. Auflage 2010, 5. Auflage 2017 (englische Ausgaben unter dem Titel Eltz Castle von 2005, 2012 und 2020)

- Schloss Eutin von Juliane Moser und Tomke Stiasny. Berlin/München 2010 (englische Ausgaben unter dem Titel Eutin Castle)

- Stift Fischbeck. Christliches Frauenleben in Geschichte und Gegenwart von Stefan W. Römmelt. Berlin/München 2012

- Evangelische Kirchen im Dekanat Gladenbach von Frank W. Rudolph. Berlin/München 2010

- Das Aula-Gebäude der Göttinger Universität. Athen im Königreich Hannover von Marianne Bergmann und Christian Freigang. München/Berlin 2006

- Die Stiftskirche St. Marien auf dem Berge zu Herford von Wolfgang Otto. München/Berlin 2006. 2. Auflage Berlin/München 2015

- St. Nicolaikirche Kalkar von Guido de Werd. München/Berlin 2002. 2., erweiterte Auflage Berlin/München 2016

- Schloss Ludwigslust von Jörg-Peter Krohn. Berlin/München 2016 ISBN 978-3-422-02429-8

- Der Dom zu Magdeburg von Giselher Quast und Jürgen Jerratsch. München/Berlin 2004. 2. Auflage 2011, 3. Auflage 2014, 4. Auflage 2023 ISBN 978-3-422-02249-2

- Der Dom zu Naumburg von Matthias Ludwig und Holger Kunde. Berlin/München 2011. 2. Auflage 2017

- Schloss Neuhaus bei Paderborn von Norbert Börste und Gregor G. Santel. Berlin/München 2015 ISBN 978-3-422-07188-9

- Der Dom zu Schwerin von Horst Ende.  München/Berlin 2005